# Condestable de Portugal

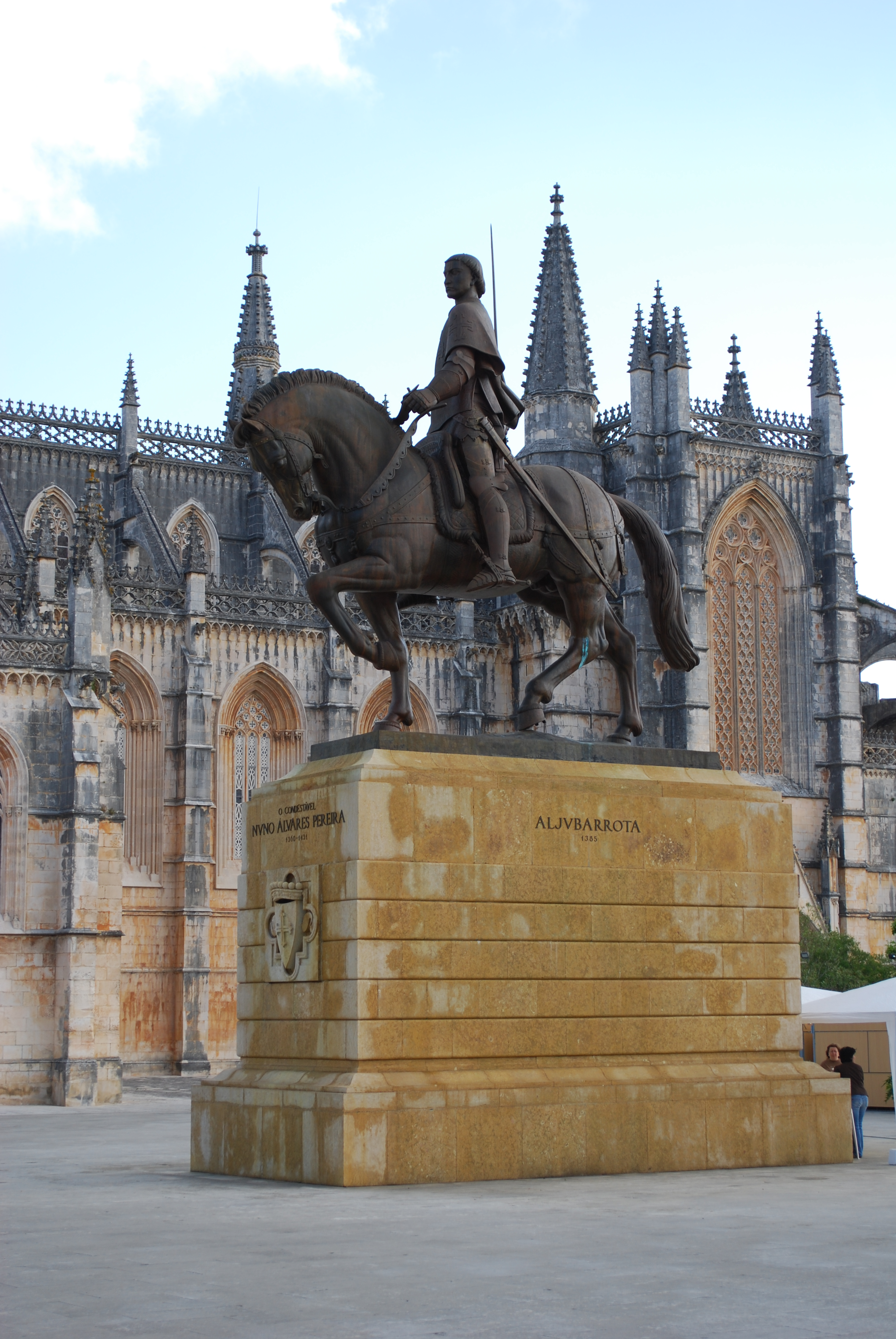
Estatua de Nuno Álvares Pereira, del escultor Leopoldo de Almeida, frente al Monasterio de Santa Maria da Vitória, situado en el municipio de Batalha, Portugal.

Condestable de Portugal o Condestable del Reino es un título creado por el rey Fernando I de Portugal en 1382, para sustituir la designación de Alférez del Reino. El Condestable era la segunda persona de la jerarquía, después del Rey de Portugal y tenía como responsabilidades comandar una campaña militar en la ausencia del rey y mantener la disciplina del ejército. Era, por lo tanto, ante el condestable por donde pasaban todos los interrogatorios militares. A partir del reinado de Juan IV de Portugal, el título dejó de tener connotaciones militares o administrativas, para ser exclusivamente honorífico.

## Condestables de Portugal
1. Álvaro Pires de Castro, conde de Arraiolos (hermano de Inés de Castro) (1382-84)
2. Nuno Álvares Pereira, el Santo Condestable (1384-1431)
3. Juan, infante de Portugal (1431-42)
4. Diego de Portugal, hijo del anterior (1442-43)
5. Pedro de Portugal, (1443-66)
6. Fernando de Portugal, duque de Viseu (1466-70)
7. Juan, marqués de Montemor-o-Novo (n.1470-?)
8. Alfonso de Viseu (?-1504)
9. Luis de Avís (?-1555)
10. Duarte II, duque de Guimarães (1555-76)
11. Juan I, duque de Braganza (1576-81)
12. Fernando Álvarez de Toledo y Pimentel (1581-82)
13. Teodosio II de Braganza (1582-1630)
14. Juan IV de Portugal (1630-40)
15. Francisco de Melo, marques de Ferreira, marqués de Ferreira (1641-45)
16. Pedro II de Portugal (1648-68)
17. Nuno Álvares Pereira de Melo, duque de Cadaval (1668-1727)
18. Francisco, Duque de Beja, príncipe de Portugal (1691-1742)
19. Juan VI de Portugal ((?-1792)
20. Miguel I de Portugal (1821-24)
21. Nuno Caetano Álvares Pereira de Melo, duque de Cadaval (1824-37)
22. António de Vasconcelos e Sousa,marqués de Castelo Melhor (?-1858)
23. Luis I de Portugal (1858-61)
24. Juan de Bragança, duque de Beja (1861)
25. Alfonso de Braganza, duque de Oporto (1865-1910)

- Datos: Q2993517